# Освіта у Бельгії
Освіта в Бельгії регулюється і здебільшого фінансується трьома громадами: Фламандською, Французькою та Німецькомовною. Усі три громади мають єдину систему шкільної освіти лише з невеликими відмінностями. Національний уряд відіграє малу роль в управлінні освітою: безпосередньо визначає вік для обов'язкової освіти і бере участь у фінансуванні громад.
Школи можуть бути поділені на три групи:
- Школи, що належать громадам.
- Бюджетні громадські школи, керовані провінціями та муніципалітетами.
- Бюджетні безкоштовні школи, переважно керовані організаціями при католицькій церкві .

Остання група є найбільшою за кількістю шкіл та учнів.
Освіта в Бельгії обов'язкова у віці від 6 до 18 років, тобто до випуску із середньої школи.

## Історія
У 1895 було 4275 громадських шкіл з 476 191 учнями та ученицями та 2060 приватних з 244 000 учнями.
У минулому між державними та католицькими школами виникали конфлікти навколо фінансування — точилися суперечки про те, чи католицькі школи мають фінансуватися державою. У 1958 році трьома великими політичними партіями було прийнято Шкільний пакт, що стосується початкової та середньої освіти, який поклав край цим конфліктам. Основними положеннями пакту були:
- Незалежний від батьків вибір дитиною освіти.
- Вирішення суперечок між групами шкіл.
- Безкоштовна освіта.

Державна реформа 1981 року передала частину відповідальності і повноважень по питанням освіти з федерального рівня на рівень громад. А у 1988 році вже більшість питань освіти вирішувались урядами громад. Оскільки Брюссель двомовний, франко-нідерландський, то у ньому є школи як і французькі, так і фламандькі. В муніципалітетах з мовними пільгами існують школи, що належать зразу двом громадам — нідерландсько-французькі або німецько-французькі.

## Щабліосвіти
Щаблі освіти однакові у всіх громадах:
- Базова освіта
  - Дошкільна освіта: діти від 2,5 до 6 років (не обов'язково)
  - Початкова освіта: діти від 6 до 12 років (обов'язково)
- Середня освіта: діти від 12 до 18 років (обов'язково)
- Вища освіта
  - Університет
  - Політехнічний університет / Професійно-технічний університет

### Дошкільна освіта
Безкоштовна дошкільна освіта надається всім дітям віком від 2,5 років. У більшості шкіл дитина може приступати до занять як тільки досягне цього віку, тому розмір класів з молодшими дітьми постійно зростає протягом року. У Фландрії кількість наборів нових дітей до класів обмежена до шести разів на рік. Мета дошкільної освіти: розвиток розумових та творчих навичок в ігровій манері, уміння виразити себе, спілкуватися, бути самостійним. Уроки проводяться у неформальній обстановці, немає загальноприйнятої програми та суворої системи оцінки знань.
Незважаючи на те, що дошкільна освіта не є обов'язковою, більш ніж 90% дітей у відповідній віковій категорії, вступають на навчання.
Більшість дошкільних закладів прикріплено до певної початкової школи. Дошкільні та початкові заклади часто розташовуються в одному приміщенні. Деякі школи пропонують спеціальну дошкільну освіту для дітей-інвалідів.

### Початкова освіта
Навчання у початковій школі займає 6 років і предметна складова у більшості шкіл однакова. Початкова освіта поділена на три стадії:
- Перша стадія (1–2 рік)
- Друга стадія (3–4 рік)
- Третя стадія (5–6 рік)

Навчання у початковій школі традиційне. В основному зосереджено на розвитку навичок читання, письма та вміння рахувати, але дає загальні знання з біології, музики, релігії, історії тощо. Зазвичай заняття починаються о 8:30 і закінчуються близько 15:30. Перерва на обід між 12:00 та 13:30. У середу по обіді занять немає. Субота та неділя вихідні. Заняття з читання, письма та рахування зазвичай проводяться вранці, інші предмети (біологія, музика, релігія, історія та трудове навчання) – після обіду.
У фламандських школах у Брюсселі, та деяких муніципалітетах поруч із бельгійським мовним кордоном, французьку мову починають викладати з першого чи другого року. Більшість інших фламандських шкіл починають навчання французької лише на третій стадії, але вже на другій стадії французьку можна брати, як необов'язковий предмет. Початкові школи у Французькій громаді зобов'язані викладати другу мову – голландську або англійську, залежно від школи. У початкових школах Німецькомовної громади французьку викладають обов'язковим предметом.
Існують також приватні школи для різних міжнародних спільнот (для дітей моряків або європейських дипломатів), які розташовані переважно в найбільших містах або біля них. Деякі школи пропонують спеціальну початкову освіту для дітей з обмеженими можливостями або тим, які потребують особливого догляду.

### Середня освіта
Після закінчення початкової школи, у віці близько 12 років, учні вступають до середньої школи, де і починають визначати курс свого подальшого розвитку в залежності від рівня навичок, знань та інтересів.
Середня освіта складається із трьох стадій:
- Перша стадія (1–2 рік)
- Друга стадія (3–4 рік)
- Третя стадія (5–6 рік)

Середня школа надає учневі свободу вибирати які предмети, на додаток до базової програми, він вивчатиме. Ця свобода розширюється з кожною новою стадією. Перша стадія надає широкий набір базових дисциплін та лише невеликий вибір додаткових предметів: латина, додаткова математика та технології. Ця стадія має надати знання, які допоможуть зорієнтуватися у широкому наборі дисциплін на другій та третій стадії. Друга та третя стадії більш вузько спеціалізовані у всіх напрямках. У той час як молодші учні можуть вибирати максимум від 2-х до 4-х додаткових годин на тиждень, старшим доступний вибір тематичних наборів предметів, або «меню»: математика-наука, економіка-мови, латина-грецька. У результаті школяр контролює більшу частину свого навчального процесу. Все ж таки існують і обов'язкові для всіх базові предмети: рідна мова, фізична культура тощо. Наявність останніх дозволяє зберегти класний метод розподілу дітей за групою.

#### Структура
Середня школа поділена на 4 основні типи. Кожен тип складається з набору різних напрямків, який може змінюватись в залежності від школи.
Основні типи такі:
- Базова середня освіта. Дуже широка базова освіта, що готує до вступу до вищого навчального закладу після закінчення 6 класів. Зазвичай це університет чи коледж. Напрями (або комбінації напрямків): давньогрецька та латина, сучасні мови (поглиблена французька та голландська, англійська, німецька та іноді іспанська на вибір), науки (хімія, фізика, біологія та географія), математика, економіка, гуманітарні науки (психологія, соціологія, медіаграмотність).
- Технічна середня освіта. Поділяється на дві групи: перехідне та кваліфікаційне. Перехідний фокусується на технічних аспектах. Кваліфікаційне фокусується на практичному застосуванні. Обидві групи мають на увазі загальні знання математики, мов, історії, науки та географії, але в основному не на тому рівні, що базове середнє. Уроки менш теоретичні та практичніші. Після 6 років навчання студент стає готовим для ринку праці (кваліфікаційним) або продовжує навчатися (перехідним). Наступним щаблем може бути 7-й рік, що спеціалізується (більшість студентів кваліфікаційної групи обирають його), бакалаврат або навіть магістратура. Напрями: туризм, охорона здоров'я, педагогіка, торгівля, практична інженерія, зв'язок тощо.
- Середня професійно-технічна освіта. Практична освіта вузької спеціалізації. Існують напрями, які після 6-го року навчання пропонують 7-й, а іноді й 8-й, що спеціалізує рік. Напрями: теслярська справа, автомеханіка, ювелірна справа, кам'яна кладка… Це єдина освіта, яка не готує для вступу до ВНЗ, якщо тільки студент не закінчить 7-й або 8-й рік, що дасть йому середньо-технічний диплом.
- Середня художня освіта. Ці школи поєднують у собі базову та повну середню освіту з активною практикою образотворчого та театрального мистецтва. Залежно від напрямку деякі предмети можуть бути суто теоретичними, які готують до вищої освіти. Напрями: танці (балетна школа), акторська майстерність, графічне та музичне мистецтво. Багато студентів після закінчення цих шкіл вступають у консерваторії, вищі балетні школи та школи акторської майстерності, а також коледжі образотворчого мистецтва для подальшої освіти.

Учні з обмеженими можливостями можуть отримувати спеціальну середню освіту кількох типів.

### Вища освіта
Вища освіта надається двома основними громадами: Фламандською та Французькою. Німецькомовні абітурієнти зазвичай вступають або до вузів Валлонії, або їдуть на навчання до Німеччини .

#### Вступ до університету або коледжу
У Бельгії, за наявності диплома про середню освіту, всім охочим надається можливість вступити до будь-якого університету на їхній розсуд. Виняток становлять абітурієнти, які хочуть здобути освіту за такими напрямками:
- Медицина / Стоматологія. Абітурієнти повинні складати державний іспит, запропонований у 90-х для контролю припливу студентів. Іспит включає перевірку знань, абстрактного мислення (тест IQ) і тест на професійну придатність. Цей іспит зараз складають лише у Фландрії.
- Мистецтво. Абітурієнти складають вступні іспити, які влаштовуються кожним з коледжів самостійно і мають переважно практичний характер.
- Інженерні науки. З подальшим здобуттям ступеня магістра наук[en]. У цих вузах існує давня традиція вступних іспитів (переважно математика). У Фландрії цей іспит скасували, але у Валлонії він залишився.
- Управління. З наступним здобуттям ступеня магістра ділового адміністрування. Ці вузи організовують вступні іспити, що перевіряють персональну мотивацію та знання у певній сфері бізнесу. Наприклад, для отримання диплому магістра з управління фінансами потрібні знання фінансів організації та управління діяльністю.

#### Вартість вищої освіти
Реєстраційний збір для будь-якого університету чи коледжу встановлюється щорічно урядом Французького чи Фламандського співтовариства. Залежно від фінансового стану студента та потреби у фінансовій допомозі існує три варіанти:
- Бюджетний студент. Отримує фінансову допомогу. У фламандських вишах ціна коливається між 80 € та 100 €.
- Напівбюджетний студент. Студент не кваліфікується під фінансову допомогу, але походить із сім'ї з доходом менше 1286,09 €/місяць. У Фламандських вузах плата складає 330,60 – 378,60 € / місяць.
- Небюджетний студент. Усі, хто не потребує фінансової допомоги та доходу понад 1286,09 €/місяць. У фламандських вишах вартість освіти коливається між 500,40 та 567,80 €/місяць, а у франкомовних вузах близько 830 €/місяць.

Фінансова допомога, яку надає уряд громади, залежить від доходів сім'ї студента та інших сімейних обставин, але ніколи не перевищує 5000 €/рік. Допомога не залежить від оцінок студента, але якщо студент провалить занадто багато предметів, то може втратити стипендію.

#### Болонські зміни
До прийняття Болонського процесу бельгійська система вищої освіти мала такі ступені:
- Ступінь бакалавр. Зазвичай трирічна програма коледжу із проф-тех. ухилом, також звана «короткою» або «одноступінчастою» вищою освітою.
- Ступінь кандидат. Перші 2 роки в університеті (3 роки у медичному). У деяких коледжах називається «довгостроковою» або «двоступінчастою» програмою. Цей диплом не дає закінченої освіти, а лише можливість пройти програму ліценціату.
  - Диплом ліценціату. Друга стадія, що зазвичай дає ступінь після 2 років (3 роки для інженерів-будівельників та юристів, 4 роки для медиків).

Університетська освіта вважалася незакінченою до отримання диплома ліценціату. Іноді можна було змінити спеціальність після отримання диплома кандидата. Наприклад: студент із дипломом кандидата з математики міг на третій рік навчання змінити спеціальність на комп'ютерні науки. Іноді ступінь бакалавра могла прирівнюватися до кандидатського диплома (з проходженням додаткових курсів за потребою), відкриваючи доступ до 2-х або 3-х років освіти в університеті.
Внаслідок Болонського процесу бельгійська система вищої освіти прийняла систему бакалавр/магістр:
- Бакалавр. 3 роки. Ступінь професійного бакалавра замінює ступінь бакалавра та має закінченість. Академічний бакалавр: замінює ступінь кандидата, немає закінченості, дає можливість вступити на магістра.
- Магістр. Один чи два роки.

У Бельгії і університети, і коледжі можуть випускати бакалаврів та магістрів: і професійних, і академічних.
Після отримання магістерського ступеня обдаровані студенти можуть брати участь у дослідницькій роботі та отримати докторський ступінь. Докторів філософії готують лише університети.

## Якість
У 2003 році, у дослідженнях Міжнародної програми з оцінки освітніх досягнень учнів середніх шкіл ОЕСР, бельгійські школярі набрали відносно високий бал. Результати Фламандських школярів були значно вищими, ніж у німецькомовних, які, у свою чергу, показали результат краще, ніж у франкомовних школярів.
Індекс освіти ООН, який обчислюється за грамотністю серед дорослого населення та сумарним відсотком учнів початкових, середніх та вищих шкіл від усього населення, ставить Бельгію на 18-е місце у світі станом на 2011 рік.